# Аннивье
Аннивье (фр. Val d’Anniviers, нем. Eifischtal) — горная долина в Сиеррском округе швейцарского кантона Вале, пересекаемая бурной речкой Навижанс, или Узенц, простирается на 80 км в длину от глетчеров Дан-Бланш (4364 м) и Габельгорна (4073 м) на С. до Ронской долины, к которой примыкает насупротив Сиерры.
Окруженная слева горною цепью Сассенера (3259 м) и Бек-де-Боссоном (3160 м), справа тянущейся от Вейсгорна цепью Диаблонов (3672 м) и Белла-Толою (3090 м), богатая прекрасными лугами и лесами, эта долина соединяет в себе живописные противоположности мирных сельских красот с дикою, величественною альпийскою природою, и в этом отношении её едва ли превосходит сам Церматт. От станции Симплонской ж. д. — Сиерры ведет дорога высоко над узким, диким ущельем Навижанса, вдоль правой стороны долины, через леса и луга, над глубокими пропастями, через три пробитые в скалах тоннеля — к главному населенному пункту этой местности, Виссуа, лежащему на зелёной террасе и на высоте 1220 м н. ур. м. Это селение было почти разрушено пожаром 20 сентября 1880 г. До пожара оно представляло, подобно другим селениям Аннивьерской долины — Шандолину, Миссюну, Эеру, Пэнсеку, Сен-Жану, Грименцу и проч. — беспорядочную группу почерневших от времени деревянных домиков; исключение составляет лежащий над Виссуа на правой стороне долины Сен-Люн (1675 м), весьма посещаемый курорт для лечения воздухом, который трижды выгорал и вновь отстроен из камня. Около Миссиены (1580 м), в трех километрах от Виссуа, долина разветвляется: западный рукав, на заднем плане которого возвышается расколотый глетчер Моар-де-Гран-Корнье, называется Валь-де-Моаре; восточный — высочайший пункт главной долины — называется по имени наиболее высоко расположенного селения Циналя — Валь-де-Циналь. Два бурных горных потока, отделяемых один от другого черною верхушкою скалы Бессо, стремятся в верхнюю долину, окруженную снеговыми и гранитными скалами Дан-Бланш и Вейегорна, представляя один из самых величественных альпийских видов всего Валлиса. На В. в Туртманталь ведут две горные дороги через Мейденский проход (2790 м) и Па-дю-Беф (2830 м); с последнего без труда поднимаются на богатую прекрасными видами Белла-Толу. К западу проникают в Валь-Герен через Па-де-Лона (2720 м) и Коль-де-Торран (2924 м). Все названные проходы имеют дикие, но довольно удобные для пешеходов и лошадей дороги. Более трудностей представляют находящиеся к Ю. и Ю. В. и ведущие в Церматскую долину и в Николайталь горные и ледниковые проходы — Коль-Дюран (3471 м), Моминг (3793 м) и друг. Аннивьерская долина насчитывает около 2000 жителей католического вероисповедания, говорящих на французском языке. Предание приписывает населению гуннское или венгерское происхождение, но оно, подобно всему нижневаллисскому населению, произошло от кельтов. Отличалось же оно от соседей тем, что в течение долгого времени сохраняло свою независимость от римлян и от седунских (ситтенских) епископов и обратилось в христианство только в позднейшее время. Жители этой долины во многом придерживаются нравов и обычаев седой древности и считаются наиболее трудолюбивыми и зажиточными из всего Валлисского кантона. Главный источник их благосостояния — превосходно отправляемое альпийское хозяйство. Горное же дело, доставлявшее некогда медную руду и никель, совершенно заглохло. Образ жизни населения отличается крайнею простотою. О богатстве их свидетельствуют преимущественно владения за пределами Аннивьерской, а именно на правом берегу Ронской долины, где большая часть виноградников над Сиеррой принадлежит аннивьерцам.